# Božidar Ćosić
Božidar Ćosić (n. 25 iulie 1982) este un jucător de fotbal sârb care evoluează în Liga 2-a la clubul Universitatea Craiova. Și-a făcut debutul în Liga II în anul 2009. A fost transferat de la campioana Ungariei, Debreceni VSC.